# Lukas Nmecha
Lukas Nmecha, född 14 december 1998 i Hamburg, är en tysk fotbollsspelare som spelar som anfallare för VfL Wolfsburg i tyska Bundesliga. Han representerar även det tyska landslaget.

## Karriär
Den 9 augusti 2018 lånades Nmecha ut till Preston North End på ett låneavtal över säsongen 2018/2019. Den 3 augusti 2019 lånades Nmecha ut till Wolfsburg på ett låneavtal över säsongen 2019/2020. Den 3 januari 2020 lånades han istället ut till Middlesbrough på ett låneavtal över resten av säsongen 2019/2020.
Den 20 augusti 2020 lånades Nmecha ut till belgiska Anderlecht på ett låneavtal över säsongen 2020/2021.
Den 16 juli 2021 värvades Nmecha till den tyska klubben VfL Wolfsburg, där han skrev på ett kontrakt till 2025.